# Tel Quel
Tel Quel ("Als zodanig", "Ongewijzigd") was een literair avant-gardetijdschrift dat van 1960 tot 1982 verscheen te Parijs (Editions du Seuil). Het werd gesticht door een groep jonge auteurs die zich hadden verzameld rond Jean-Edern Hallier en Philippe Sollers. Ondanks de literaire oriëntatie en de initiële bedoeling om apolitiek te zijn, nam het al snel zeer uitgesproken standpunten in: eerst nog structuralisme en freudianisme, later maoïsme. 
Deze redactionele lijn zorgde onder meer voor een uiterst vijandig onthaal van Simon Leys' boeken over China. Omgekeerd werd De la Chine van de maoïste Maria-Antonietta Macciocchi bewierookt. De navolging van Mao ging zelfs zo ver dat het blad in 1972 brak met de Parti communiste français, die zich toen net onder Georges Marchais iets minder liet dicteren door communistische machthebbers in het buitenland. Twee jaar later bracht een delegatie van Tel Quel een officieel bezoek aan China. Philippe Sollers, Julia Kristeva, Marcelin Pleynet, François Wahl en Roland Barthes werden er ontvangen door de hoogste gezagsdragers. Bij hun terugkomst wijdden ze een speciaal nummer aan de Culturele Revolutie, waarvan ze de « réussite » beschrijven. De twee nummers over China kenden een recordoplage (tussen 20.000 en 25.000 exemplaren).
In 1982 kwam er een einde aan de publicatie. De redacteurs verhuisden naar Éditions Denoël, maar de oorspronkelijke uitgever weigerde om de titel af te staan. De nieuwe naam vanaf 1983 werd L'Infini. Sedert 1987 verschijnt het bij Gallimard.

## Medewerkers
In Tel Quel verschenen regelmatig artikels van bekende auteurs:
- Roland Barthes
- Georges Bataille
- Jacques Derrida
- Michel Foucault
- Julia Kristeva
- Marcelin Pleynet

- Bernard-Henri Lévy
- Jean-Luc Godard
- Philippe Sollers
- Francis Ponge
- Gérard Genette
- Philippe Muray

- Tzvetan Todorov
- Umberto Eco
- Maurice Roche
- Pierre Boulez
- Stephen Jourdain
- Pierre Guyotat

- Bibliothèque nationale de France: cb12099213c (data)
- Gemeinsame Normdatei: 2152951-6
- Bibliotheek van het Japanse parlement: 001117598
- Virtual International Authority File: 131009271